# イフ (バンド)
イフ (If) は、1969年に結成されたイギリスのジャズ・ロックのバンド。

## 略歴
1970年にレコードデビューし、1975年まで活動した。メンバーはモダン・ジャズ系のサクソフォーン奏者のディック・モリシー、デイヴ・クインシー、ジャズ・ギタリストのテリー・スミスを中心にした7人編成のグループであるが、リズム・セクションは解散までに大幅なメンバー・チェンジを繰り返している。J・W・ハドキンソンのファンキーなボーカルを取り入れたブリティッシュロック・サウンドの中にもジャズ・インプロヴィゼーションに展開して行く曲調が特色である。ヨーロッパ各国で多くのライブ演奏を行った。4作目のレコード『ライヴ! イフ 4』はライブ・アルバムである。
2015年、オリジナル・メンバーのデイヴ・クインシー、テリー・スミスが新メンバーと共に再結成を行った。

## ディスコグラフィ

### アルバム
- 『イフ』 - If (1970年)
- 『2』 - If 2 (1970年)
- 『イフ 3』 - If 3 (1971年)
- 『ライヴ! イフ 4』 - If 4 (1972年)
- 『ウォーター・フォール』 - Waterfall (1972年)
- 『ダブル・ダイアモンド』 - Double Diamond (1973年) ※ドイツでは『This is If』のタイトルで発売
- Not Just A Bunch Of Pretty Faces (1974年)
- Tea Break Over, Back on Your 'Eads (1975年)
- 『イフ 5』 - If 5 (2016年)

### コンピレーション&ライブ・アルバム
- Bumpers (1970年) ※オムニバス・サンプラー
- All Good Clean Fun (1971年) ※オムニバス・サンプラー
- Forgotten Roads: The Best of If (1995年)
- Europe '72 (Live) (1997年)
- What Did I Say About The Box Jack (2008年)
- Fibonaccis Number: More Live If (2010年)